# Оніоманія
Оніома́нія (від грецьких onios — для продажу і mania — безумство) — шкідлива звичка, неконтрольований потяг або постійна потреба до здійснення покупок, які здебільшого зовсім непотрібні.
На початку XX століття людство вперше зіткнулося з невідомою тоді проблемою, яку сьогодні, медики визнали серйозною хворобою. Це оніоманія або шопоголізм. До недавнього часу ця проблема не привертала широкої уваги фахівців, але останні проведені дослідження змусили змінити точку зору медиків до шопоголізму. Більше того, було визнано, що шопоголізм — це згубна звичка, схожа на залежність від алкоголю чи наркотиків.
Шопоголіки постійно мають бажання накопичувати вдома безліч різних речей і дуже важко переживають мить, коли з якихось причин втрачають їх, так як вважають усі речі частинкою життя.
На думку вчених, основними причинами виникнення залежності до постійних покупок можуть бути психічні травми, недостатня увага рідних та друзів, а також незадоволення життям.